# Chaitophorus monelli
Chaitophorus monelli är en insektsart som först beskrevs av Essig 1912.  Chaitophorus monelli ingår i släktet Chaitophorus och familjen långrörsbladlöss. Inga underarter finns listade i Catalogue of Life.